# Безымянный (вулкан на Урупе)
Безымя́нный — недействующий среднеплейстоценовый андезитобазальтовый вулкан на острове Уруп, на берегу Охотского моря, южнее залива Наталии. Высота около 800 метров.

## Современное состояние
Конус вулкана сильно разрушен, сохранились лишь южная и юго-западная его части. Со стороны Охотского моря крутые обрывы высотой несколько сот метров позволяют наблюдать внутреннее строение вулкана и до 60 лавовых потоков различного состава (базальты, андезито-базальты и основные андезиты), мощностью от ½ до 10—15 метров.

## История
В межледниковое время возникла цепочка из трех конусов, вытянутая в широтном направлении параллельно южному берегу бухты Наталии. Перед последним оледенением на каждом из трех конусов произошли направленные взрывы, образовавшие открытые к морю амфитеатры больших кратеров, в которых во время оледенения скапливался лед, расширивший их вплоть до берега Охотского моря и разработавший широкие троги. На этом история западного Безымянного вулкана закончилась, а в среднем и восточном кратерах вулканическая активность продолжилась и образовались конусы вулканов Берга и Трезубец.